# Karate ai Giochi della XXXII Olimpiade - 61 kg femminile
La gara di Kumite 61 kg è la seconda categoria femminile di peso per il Karate ai Giochi della XXXII Olimpiade; la gara si è svolta il 7 agosto 2021 presso il Nippon Budokan di Tokyo. Vi hanno partecipato 10 atleti in rappresentanza di altrettanti paesi.

## Formato
La competizione prevedeva una fase a gironi, composta da due pool, e una fase a eliminazione diretta.  I due migliori atleti di ogni girone si qualificano per le semifinali dove il primo classificato del girone A compete contro il secondo classificato del girone B e viceversa. La competizione non prevedeva nessuna finale per la medaglia di bronzo che è stata assegnata agli atleti sconfitti nelle semifinali.

## Risultati

### Finali
|  | Semifinali      | Semifinali      | Semifinali      |                 |             | Finale      | Finale | Finale |  |
|  |                 |                 |                 |                 |             |             |        |        |  |
|  | Yin Xiaoyan     | Yin Xiaoyan     | 1               |                 |             |             |        |        |  |
|  | Yin Xiaoyan     | Yin Xiaoyan     | 1               |                 |             |             |        |        |  |
|  | Giana Farouk    | Giana Farouk    | 1               |                 |             |             |        |        |  |
|  | Giana Farouk    | Giana Farouk    | 1               |                 | Yin Xiaoyan | Yin Xiaoyan | 0      |        |  |
|  |                 |                 |                 |                 | Yin Xiaoyan | Yin Xiaoyan | 0      |        |  |
|  |                 |                 | Jovana Preković | Jovana Preković | 0           |             |        |        |  |
|  | Jovana Preković | Jovana Preković | Jovana Preković | Jovana Preković | 0           | 2           |        |        |  |
|  | Jovana Preković | Jovana Preković |                 |                 |             |             |        |        |  |
|  | Merve Çoban     | Merve Çoban     | 0               |                 |             |             |        |        |  |

### Pool A
| Pos. | Atleta                   | Incontri        | Incontri           | Incontri             | Incontri            | Incontri           | Riassunto | Riassunto | Riassunto | Riassunto | Riassunto | Punti | Punti | Punti | Punti |
| Pos. | Atleta                   | Cina (bandiera) | Turchia (bandiera) | Venezuela (bandiera) | Giappone (bandiera) | Francia (bandiera) | Bout      | W         | D         | L         | Pts       | Tot.  | Yuko  | W-a   | Ippon |
| ---- | ------------------------ | --------------- | ------------------ | -------------------- | ------------------- | ------------------ | --------- | --------- | --------- | --------- | --------- | ----- | ----- | ----- | ----- |
| 1    | Yin Xiaoyan              | -               | 2:2                | 2:0                  | 4:2                 | 1:0                | 4         | 4         | 0         | 0         | 8         | 9:4   | 9:0   | 0:2   | 0:0   |
| 2    | Merve Çoban              | 2:2             | -                  | 6:2                  | 4:0                 | 0:2                | 4         | 2         | 0         | 2         | 4         | 12:6  | 4:6   | 1:0   | 2:0   |
| 3    | Claudymar Garces Sequera | 0:2             | 2:6                | -                    | 8:5                 | 8:0                | 4         | 2         | 0         | 2         | 4         | 18:13 | 6:7   | 0:0   | 4:2   |
| 4    | Mayumi Someya            | 2:4             | 0:4                | 5:8                  | -                   | 6:3                | 4         | 1         | 0         | 3         | 2         | 13:19 | 8:10  | 1:0   | 1:3   |
| 5    | Leïla Heurtault          | 0:1             | 2:0                | 0:8                  | 3:6                 | -                  | 4         | 1         | 0         | 3         | 2         | 5:15  | 5:9   | 0:0   | 0:2   |

### Pool B
| Pos. | Atleta           | Incontri          | Incontri          | Incontri           | Incontri        | Incontri           | Riassunto | Riassunto | Riassunto | Riassunto | Riassunto | Punti | Punti | Punti | Punti |
| Pos. | Atleta           | Serbia (bandiera) | Egitto (bandiera) | Ucraina (bandiera) | Perù (bandiera) | Marocco (bandiera) | Bout      | W         | D         | L         | Pts       | Tot.  | Yuko  | W-a   | Ippon |
| ---- | ---------------- | ----------------- | ----------------- | ------------------ | --------------- | ------------------ | --------- | --------- | --------- | --------- | --------- | ----- | ----- | ----- | ----- |
| 1    | Jovana Preković  | -                 | 1:1               | 6:4                | 1:0             | 3:1                | 4         | 4         | 0         | 0         | 8         | 11:6  | 3:3   | 1:1   | 2:1   |
| 2    | Giana Farouk     | 1:1               | -                 | 2:1                | 2:0             | 5:0                | 4         | 3         | 0         | 1         | 6         | 10:2  | 10:2  | 0:0   | 0:0   |
| 3    | Anita Serogina   | 4:6               | 1:2               | -                  | 6:1             | 1:1                | 4         | 1         | 1         | 2         | 3         | 12:10 | 7:5   | 1:1   | 1:1   |
| 4    | Alexandra Grande | 0:1               | 0:2               | 1:6                | -               | 3:1                | 4         | 1         | 0         | 3         | 2         | 4:10  | 4:8   | 0:1   | 0:0   |
| 5    | Btissam Sadini   | 1:3               | 0:5               | 1:1                | 1:3             | -                  | 4         | 0         | 1         | 3         | 1         | 3:12  | 3:9   | 0:0   | 0:1   |